# Koptische Sprache
Die koptische Sprache (aus arabisch قبطي qibtī, qubtī, DMG qibṭī, qubṭī, aus koptisch kypt(a)ios, neben gyptios, aus altgriechisch Αἰγύπτιος „Ägypter“, aus mykenisch a-ku-pi-ti-jo /ai̯ɡuptijos/) oder Koptisch ist die jüngste Form des Ägyptischen, eines eigenständigen Zweiges der afroasiatischen Sprachfamilie. Sie war vom 3. bis etwa zum 19. Jahrhundert als gesprochene Sprache in Gebrauch und ist als Erstsprache ausgestorben; die Hauptsprache des heutigen Ägyptens ist Ägyptisch-Arabisch. Bei religiösen Anlässen wird Koptisch bis heute von koptischen Christen verwendet (Liturgiesprache). Gegenwärtig wird es von etwa 300 Menschen innerhalb und außerhalb Ägyptens als Zweitsprache in einer wiederbelebten Form gesprochen.  Bis zur Entzifferung der ägyptischen Hieroglyphen, die ohne die Kenntnis des Koptischen nicht möglich gewesen wäre, war das Koptische die einzige bekannte ägyptische Sprache.
Das Koptische besitzt eine synthetische und teilweise isolierende Morphologie; die Wortstellung ist Subjekt-Verb-Objekt, in Nominalphrasen steht der Kopf voran. Es gibt Präpositionen. Substantive werden nach Numerus und Genus flektiert; Verben werden nach Tempus, Aspekt, Aktionsart, Modus und der Opposition Affirmativ – Negativ flektiert. Der Wortschatz weist einen starken griechischen Einfluss auf.

## Geschichte und sprachgeschichtliche Stellung

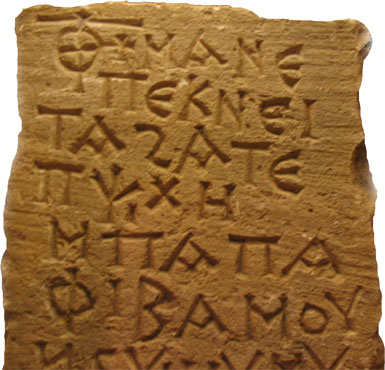
Koptische Inschrift, etwa 3. Jahrhundert n. Chr.

Das Koptische ist die letzte Entwicklungsstufe der ägyptischen Sprache, nach Früh-, Alt-, Mittel- und Neuägyptisch und Demotisch. Das Ägyptische bildet einen eigenen Zweig der afroasiatischen Sprachfamilie, neben den semitischen, berberischen, kuschitischen, omotischen und tschadischen Sprachen, die im Nahen Osten und im nördlichen Afrika gesprochen werden.
Das Koptische stellt die direkte Fortsetzung des Demotischen dar, wie die ägyptische Sprache ab etwa 700 v. Chr. bezeichnet wird. Es weist gegenüber dem Demotischen einige Innovationen auf, die eine Abgrenzung beider Entwicklungsstufen rechtfertigen. Die ältesten koptischen Texte stammen etwa aus der Zeit um 100 n. Chr. und wurden bereits in einer von dem griechischen Alphabet abgeleiteten Schrift geschrieben; sie werden zusammenfassend als altkoptisch bezeichnet. Die Menge der überlieferten altkoptischen Texte ist sehr gering, das späte Demotisch diente weiterhin als geschriebene Sprache, obwohl es nicht mehr der gesprochenen Sprache entsprach. Als geschriebene Sprache setzte sich das Koptische erst im Zusammenhang mit der Christianisierung Ägyptens etwa im 4. Jahrhundert durch.
Koptisch blieb auch nach der arabischen Eroberung noch einige Jahrhunderte lang Alltagssprache Ägyptens, wurde aber zwischen dem 10. und dem 13. Jahrhundert aufgrund der Arabisierung weitgehend verdrängt und starb als Alltagssprache im 17. Jahrhundert fast überall aus. In Oberägypten blieb es vereinzelt und begrenzt bis ungefähr ins 19. Jahrhundert erhalten.
Das Koptische war dabei nie Verwaltungssprache in Ägypten. Seit der Eroberung durch Alexander den Großen war dies in hellenistischer und christlich-byzantinischer Zeit Griechisch, anschließend seit der islamischen Eroberung Arabisch. Koptisch wurde meist im privaten und christlich-liturgischen Bereich gebraucht.
Koptisch wird bis heute im Gottesdienst der koptischen Christen als Sakralsprache verwendet. In den letzten Jahrzehnten erfreut sich die Sprache unter jungen Kopten wieder zunehmender Beliebtheit als Zeichen ihrer besonderen Identität innerhalb der ägyptischen Gesellschaft, so dass heute wieder mehr Kopten zumindest rudimentäre Kenntnisse der Sprache haben. Im Alltag sprechen sie allerdings weiterhin Arabisch. Durch die Tradition des Koptischen als Form des Ägyptischen bis in die Neuzeit wurde die Erschließung älterer Entwicklungsstufen des Ägyptischen erst ermöglicht, da sich wesentliche Teile von Lexikon und Morphologie älterer Formen im Koptischen erhalten haben.

## Dialekte und Verbreitung
Das Koptische war von Anfang an in verschiedene Dialekte gegliedert, von denen die meisten nur regionale Bedeutung besaßen. Die bedeutendsten Dialekte waren das Sahidische und das Bohairische. In der heutigen Koptologie gilt das Sahidische als Koptisch schlechthin, da es eine besonders regelmäßige Orthographie aufweist und daher von Anfängern leichter erlernt werden kann. Von etwa 700 bis 1300 n. Chr. hatte jedoch das Bohairische den Status des „klassischen“ Koptisch inne.
Die wichtigsten Dialekte des Koptischen sind die folgenden:
| Bezeichnung                   | Gebräuchliche Abkürzung | Ursprüngliches Verbreitungsgebiet    |
| ----------------------------- | ----------------------- | ------------------------------------ |
| Sahidisch                     | S                       | Oberägypten                          |
| Bohairisch                    | B                       | Westliches Nildelta                  |
| Fayyumisch                    | F                       | Fayyum                               |
| Achmimisch                    | A                       | Oberägypten in der Gegend von Theben |
| Lykopolitanisch/Subachmimisch | L/A2                    | Oberägypten bei Assiut               |

Von diesen Dialekten sind größere Textmengen überliefert. Sie dienten in der Antike zumindest zeitweise auch zur überregionalen Kommunikation. Daneben gibt es aber eine Menge regional und zeitlich begrenzte Dialekte, von denen nur kleine Bruchstücke – Papyri(-reste) u. a. – überliefert sind. Außerhalb Ägyptens diente das Koptische auch im christlichen Nubien als Schriftsprache.

## Schrift
Das Koptische wird in einer – je nach Dialekt – etwa dreißig Zeichen umfassenden Schrift geschrieben. Der größte Teil des koptischen Alphabets ist aus dem griechischen Alphabet abgeleitet, einige Zeichen gehen auf die demotische Schrift zurück. Im Gegensatz zu den zuvor für die Verschriftlichung des Ägyptischen angewandten Systemen, den Hieroglyphen, der hieratischen Schrift und dem Demotischen, ist die koptische Schrift eine Lautschrift, die Vokale und Konsonanten gleichermaßen berücksichtigt.
In der Regel stellt ein Buchstabe der koptischen Schrift ein Phonem dar. Es gibt jedoch einige Ausnahmen:
- ⲑ th, ⲫ ph, ⲭ kh, ⲝ ks, ⲯ ps und ϯ ti sind in den meisten Dialekten Monographen, die jeweils eine Folge zweier Phoneme repräsentieren.
- Umgekehrt kann /y/ plene als ⲉⲓ und /w/ als ⲟⲩ geschrieben werden.
- Zum Phonem /ʔ/ gibt es keinen korrespondierenden Buchstaben. Es wird allerdings regelhaft durch Doppelschreibung von Vokalen angedeutet.

## Struktur
Die folgenden Kapitel geben einen allgemeinen Überblick über Grundstrukturen der koptischen Grammatik. Das grammatische System folgt insbesondere der Darstellung von Layton 2000. Zu einer detaillierten Übersicht über die Grammatik des Sahidischen siehe den Artikel Sahidisch.

### Phonologie
Die koptischen Dialekte besitzen etwas mehr als zwanzig Phoneme. Fünf von ihnen, nämlich /a/, /e/, /eː/, /o/, /oː/, können nur silbisch auftreten, die restlichen stehen sowohl silbisch als auch nicht-silbisch. So tritt /n/ in der Silbe /mn/ [mn̥] silbisch, in /men/ [men] dagegen nichtsilbisch auf. Von diesen Phonemen sind nur sieben stimmhaft (/b/ [β], /y/, /l/, /m/, /n/, /r/, /w/), weitere stimmhafte Phoneme (/g/, /d/, /z/) kommen nur in griechischen Lehnwörtern vor; in ursprünglich koptischen Wörtern markieren die entsprechenden Schriftzeichen keine eigenen Phoneme, sondern Allophone der stimmlosen Entsprechungen. In allen Dialekten finden sich fünf plosive Phoneme /k/, /p/, /t/, /kʲ/, /ʔ/, eine Affrikate /t͡ʃ/ und einige Frikative, unter denen sich mindestens /s/, /ʃ/, /f/, /h/ befinden; /ḫ/ (graphisch ϧ, ⳉ, Ϧ) kommt in bestimmten Dialekten vor. Im Bohairischen besitzen /p/, /k/, /t/ aspirierte Allophone. Sehr auffällig ist auch die fast vollständige Aufgabe des Phonems /r/ im Fayyumischen, das dort stattdessen als /l/ erscheint.
Die in diesem Artikel verwendete Umschrift des Koptischen unterscheidet die Grapheme der koptischen Schrift ohne Rücksicht auf Allographen. Entsprechend werden beispielsweise sowohl ⲧⲓ als auch ϯ als ti wiedergegeben. Dagegen werden Allophone, soweit sie von der koptischen Schrift unterschieden werden, getrennt; folglich wird hier /noː/ [nu] als nu umschrieben. Darüber hinaus werden die silbischen und nicht-silbischen Allophone von /y/ und /w/ unterschieden.

### Nominalphrasen

#### Morphologische Kategorien des koptischen Nomens
Das koptische Nominalsystem besitzt die Genera Maskulinum und Femininum sowie die Numeri Singular und Plural. Im Gegensatz zu früheren Formen des Ägyptischen werden diese Kategorien im Koptischen nicht mehr am Nomen selbst markiert. Dafür verfügt das Koptische über eine eigene Kategorie der Determination bzw. Indetermination, die hauptsächlich durch verschiedene Artikel und Demonstrativpronomina markiert wird, die nach Genus und Numerus flektiert werden.

#### Determination und Indetermination
Indetermination wird durch den unbestimmten Artikel (Singular w-, Plural hen-) oder eine Reihe von teils adjektivischen, teils substantivischen Indefinitpronomina angezeigt. Zur Markierung determinierter Nominalphrasen dient eine Gruppe formal nah verwandter Morpheme, denen die Elemente p (Maskulinum Singular), t (Femininum Singular) und n (Plural) gemeinsam sind. Es handelt sich im Einzelnen um folgende Formen, die meist vor dem Kern der Nominalphrase stehen (die aspirierten Allophone des Bohairischen werden nicht berücksichtigt; die Beispiele sind – soweit nicht anders angegeben – sahidisch):
| Bezeichnung                                      | Form                                                                                               | Beispiel                          |
| ------------------------------------------------ | -------------------------------------------------------------------------------------------------- | --------------------------------- |
| bestimmter Artikel                               | p(e), t(e), n(e)/nen                                                                               | te-rompe „das Jahr“               |
| bestimmter Artikel (Langform; nur dialektal)     | pi, ti, ni                                                                                         | pi-rōmi „der Mensch“ (Bohairisch) |
| Demonstrativartikel (Nähe)                       | pei, tei, nei                                                                                      | pei-rōme „dieser Mensch“          |
| Demonstrativartikel (Ferne)                      | p, t, n + Sahidisch etmmaw, Bohairisch etemmaw, Achmimisch etmmo, Subachmimisch, Fayyumisch etmmew | t-polis etmmaw „jene Stadt“       |
| Demonstrativartikel (Ferne + emotionale Distanz) | pi, ti, ni                                                                                         | ni-rōme „diese Menschen da“       |
| Possessivartikel                                 | p(e)=, t(e)=, n(e)= + pronominaler Possessor                                                       | te-f-sōne „seine Schwester“       |

Determinierte Nominalphrasen, die nicht nominal, sondern pronominal sind, werden mit den folgenden Morphemen gebildet:
| Bezeichnung                                       | Form                                                                                               | Beispiel                        |
| ------------------------------------------------- | -------------------------------------------------------------------------------------------------- | ------------------------------- |
| Possessivpräfix                                   | pa, ta, na + nominaler Possessor                                                                   | pa-p-yōt „derjenige des Vaters“ |
| Demonstrativpronomen (Nähe)                       | pai, tai, nai                                                                                      | tai „diese“                     |
| Demonstrativpronomen (Ferne)                      | p, t, n + Sahidisch etmmaw, Bohairisch etemmaw, Achmimisch etmmo, Subachmimisch, Fayyumisch etmmew | netmmaw „jene“                  |
| Demonstrativpronomen (Ferne + emotionale Distanz) | pē, tē, nē                                                                                         | pē „der da“                     |
| Possessivpronomen                                 | pō=, tō=, nu=                                                                                      | pō=s „der Ihrige“               |

#### Pronomina

##### Personalpronomina
Je nach Stellung und syntaktischer Funktion treten Personalpronomina in verschiedenen Formen auf. Dabei lassen sich selbstständige (absolute), abhängige (proklitische) und suffigierte Formen unterscheiden. Letztere treten in zahlreichen Allomorphen auf. Wie für afroasiatische Sprachen typisch, wird das Genus von den Personalpronomina nur in der 2. und 3. Person Singular unterschieden. Die folgende Tabelle listet die entsprechenden Morphe des sahidischen Dialekts auf:
|           |         | Selbstständig | Selbstständig | Proklitisch | Suffigiert         |
| --------- | ------- | ------------- | ------------- | ----------- | ------------------ |
| volltonig | enttont |               |               | Proklitisch | Suffigiert         |
| Singular  | 1.      | anok          | ang-          | ti          | =i                 |
| Singular  | 2. m.   | ntok          | ntk-          | k           | =k                 |
| Singular  | 2. f.   | nto           | nte-          | te, tr      | =∅, =e, =r(e), =te |
| Singular  | 3. m.   | ntof          |               | f           | =f                 |
| Singular  | 3. f.   | ntos          |               | s           | =s                 |
| Plural    | 1.      | anon          | an-           | tn          | =n                 |
| Plural    | 2.      | ntōtn         | nten-         | tetn        | =tn, =tetn         |
| Plural    | 3.      | ntow          |               | se          | =w                 |

Absolute Personalpronomina stehen von wenigen Ausnahmen abgesehen am Satzanfang und haben in vielen Verwendungen betonende Wirkung. Sie können im Nominalsatz und in dreiteiligen Konjugationsmustern stehen; als Subjekt von zweiteiligen Konjugationsmustern setzt das Koptische die proklitischen Pronomina ein. Suffixpronomina werden immer an ein Bezugswort suffigiert. Sie werden insbesondere in der Verbalkonjugation als Subjekt und Objekt und als Objekt von Präpositionen benutzt. In possessiver Verwendung stehen sie hinter Possessivartikel und Possessivpronomen sowie hinter einer kleinen Gruppe von Substantiven. Substantive, auch Infinitive, und Präpositionen nehmen vor Suffixpronomina eine besondere morphologische Form ein, den Status pronominalis.

### Verbalmorphologie
Während das ältere Ägyptisch eine komplexe synthetische Verbalmorphologie besaß, benötigt die Konjugation der meisten koptischen Verben nur noch zwei Formen: den Infinitiv und den Qualitativ (in neuerer Terminologie auch Stativ). Der Infinitiv drückt vorwiegend einen Vorgang aus und kann sowohl als Prädikat als auch als Kopf einer Nominalphrase auftreten. Im Gegensatz dazu drückt der Qualitativ einen Zustand aus und ist auf die Funktion eines Prädikates beschränkt. Infinitiv und Qualitativ eines Verbs haben im Wesentlichen den gleichen Konsonantenbestand, aber unterschiedliche Vokale: ⲕⲱⲧ kōt „bauen“ (Infinitiv), ⲕⲏⲧ kēt „gebaut sein“ (Qualitativ).
Eine vorwiegend lautgeschichtlich bedingte, nicht mehr produktive Kategorie des Infinitivs ist der Status. Steht ein Infinitiv frei, hat er den Status absolutus; Infinitive vor einem Suffixpronomen stehen im Status pronominalis und vor einem direkt angebundenen nominalem Objekt schließlich im Status nominalis:
- Status absolutus
  - ⲕⲱⲧ kōt „bauen“
- Status nominalis
  - ⲕⲉⲧ- ⲟⲩ-ⲏⲓ ket- w-ēi „ein Haus bauen, der Bau eines Hauses“
- Status pronominalis
  - ⲕⲟⲧ=ϥ kot=f „ihn bauen“

Nur ein Teil der Infinitive kann alle drei Status bilden; sie werden im Folgenden als „veränderliche Infinitive“ bezeichnet.
Während bei den meisten Verben der Infinitiv auch anstelle eines eigenen Imperativs verwendet wird (z. B. ⲥⲱⲧ̄ⲙ sōtm „Hör!“), haben einige Verben noch eine eigene Imperativform aus älteren Sprachstufen erhalten. So bildet z. B. ϫⲱ čō „sagen, sprechen“ in vielen Dialekten (u. a. Sahidisch, Achmimisch und Fayyumisch) den Imperativ auf ⲁϫⲓ ači „sag!“ (vgl. näg. / dem. j.ḏd).
Eine besondere Verwendung des Infinitivs ist der kausative Infinitiv, der aus dem Infinitiv in Kombination mit einem zusätzlichen Morphem (Sahidisch tre, Bohairisch tʰre/tʰro, Achmimisch te) gebildet wird. Der kausative Infinitiv erlaubt im Gegensatz zum normalen Infinitiv eine Angabe seines Subjekts, das dann zwischen tre, tʰre/tʰro, te und dem Infinitiv steht, vergleiche
| ⲉ-                                                | ⲧⲣⲉ=               | ⲩ-  | ⲥⲱⲟⲩϩ           |
| e-                                                | tre=               | w-  | sōwh            |
| zu, dass                                          | kausatives Morphem | sie | sich versammeln |
| „dass sie sich versammeln“, „ihr sich Versammeln“ |                    |     |                 |

Vor allem als Prädikat hat der kausative Infinitiv, der historisch auf eine periphrastische kausative Konstruktion zurückgeht, tatsächlich auch kausative Bedeutung:
| ϥ-                              | ⲑⲣⲟ                | ⲙ                               | ⲡⲉ=ϥ-ⲣⲏ     | ϣⲁⲓ      |
| f                               | thro               | m                               | pe=f-rē     | šai      |
| er                              | kausatives Morphem | Präposition vor direktem Objekt | seine Sonne | aufgehen |
| „er lässt seine Sonne aufgehen“ |                    |                                 |             |          |

### Konjugations- und Satzmuster

#### Nominalsatz
Als Nominalsatz werden eine Reihe von Satzmustern bezeichnet, deren Prädikat nicht verbal ist, sondern von einer Nominalphrase gebildet wird. In den meisten Satzmustern dieses Typs wird außerdem ein nach Genus und Numerus flektiertes Morphem benutzt, das einer Kopula ähnelt (Maskulinum Singular pe, Femininum te, Plural ne) und formal und etymologisch mit verschiedenen Determinationsmarkern in Verbindung steht. Die Negation erfolgt mit (n)…an/en. Als pronominales Subjekt der 1. und 2. Person werden in bestimmten Dialekten die sonst nirgends angewandten enttonten Formen der absoluten Pronomina eingesetzt. Wahl und Stellung der Morpheme hat dabei Einfluss auf pragmatische Aspekte des Satzes:
| Satz                                 | Übersetzung                        | Dialekt    |
| ------------------------------------ | ---------------------------------- | ---------- |
| nte nim                              | „Wer bist du?“                     | Sahidisch  |
| du – wer                             | „Wer bist du?“                     | Sahidisch  |
| u-dikaion te                         | „Es ist gerecht.“                  | Achmimisch |
| ein Gerechtes – sie, es              | „Es ist gerecht.“                  | Achmimisch |
| thō=k te ti-čōm                      | „Dein ist die Macht“               | Bohairisch |
| dein – sie – die Macht               | „Dein ist die Macht“               | Bohairisch |
| p-čajs de u-dikaios pe               | „Der Herr aber ist ein Gerechter.“ | Achmimisch |
| der Herr – aber – ein Gerechter – er | „Der Herr aber ist ein Gerechter.“ | Achmimisch |
| pe=f-ran pe pawlos                   | „Sein Name ist Paulus.“            | Sahidisch  |
| sein Name – er – Paulus              | „Sein Name ist Paulus.“            | Sahidisch  |

#### Zweiteilige Konjugation
Zweiteilige Konjugationsmuster bestehen nur aus einem Subjekt sowie einem Prädikat. Bei dem Subjekt kann es sich um ein determiniertes Substantiv, um ein proklitisches Pronomen oder um einen Ausdruck wn + indeterminiertes Substantiv handeln. Das Prädikat wird durch einen Infinitiv, einen Qualitativ oder eine Adverbialphrase gebildet; zum Ausdruck des Futurs steht vor einem Infinitiv in Prädikatsstellung das Morphem na (Fayyumisch ne); die Verneinung erfolgt durch nachgestelltes an/en, das in den meisten Dialekten durch vorgestelltes n ergänzt wird.
| Bemerkungen                | Beispiel mit Analyse                            | Übersetzung                      | Dialekt    |
| -------------------------- | ----------------------------------------------- | -------------------------------- | ---------- |
| mit Infinitiv              | ten sawn                                        | „wir wissen“                     | Fayyumisch |
| mit Infinitiv              | wir – wissen                                    | „wir wissen“                     | Fayyumisch |
| mit Qualitativ             | pe=f-ran waab                                   | „sein Name ist heilig“           | Sahidisch  |
| mit Qualitativ             | sein Name – heilig sein                         | „sein Name ist heilig“           | Sahidisch  |
| mit Adverbialphrase:       | f mmo                                           | „er ist dort“                    | Achmimisch |
| mit Adverbialphrase:       | er – dort                                       | „er ist dort“                    | Achmimisch |
| mit Futur und Infinitiv    | te na ō                                         | „du (f.) wirst schwanger werden“ | Sahidisch  |
| mit Futur und Infinitiv    | du – Futur – schwanger werden                   | „du (f.) wirst schwanger werden“ | Sahidisch  |
| mit Infinitiv und Negation | n-ti-če-methnuč an                              | „ich sage keine Unwahrheit“      | Bohairisch |
| mit Infinitiv und Negation | nicht – ich – sagen – was falsch ist – Negation | „ich sage keine Unwahrheit“      | Bohairisch |

#### Dreiteilige Konjugation
Dreiteilige Konjugationsformen bestehen aus einer Konjugationsbasis, einem folgenden Subjekt und dem Prädikat. Die Konjugationsbasis ist kennzeichnend für Tempus, Modus, Aspekt, Aktionsart sowie die syntaktische Funktion des Satzes (Hauptsatz, Temporalsatz etc.). Pronominale Subjekte werden durch bestimmte Allomorphe der suffigierten Pronomina ausgedrückt; bei dem Prädikat muss es sich um einen Infinitiv handeln. In allen Dialekten finden sich nahezu die gleichen Konjugationsbasen, die sich meist nur in phonologischer Hinsicht unterscheiden. Die folgenden Formen sind im Sahidischen in Hauptsätzen möglich:
| Name      | Name    | Konjugationsbasis | Konjugationsbasis | Beispiel                                 |
| --------- | ------- | ----------------- | ----------------- | ---------------------------------------- |
| Name      | Name    | vor Substantiv    | vor Pronomen      | Beispiel                                 |
| Perfekt   | positiv | a-                | a=                | a=f sōtm „er hörte“                      |
| Perfekt   | negativ | mpe-              | mp(e)=            | mp=f sōtm „er hörte nicht“               |
| Kompletiv | negativ | mpate-            | mpat(e)=          | mpat=f sōtm „er hatte noch nicht gehört“ |
| Aorist    | positiv | šare-             | ša=               | ša=f sōtm „er pflegt zu hören“           |
| Aorist    | negativ | mere-             | me=               | me=f sōtm „er pflegt, nicht zu hören“    |
| Optativ   | positiv | ere-              | e=…-e             | e=f-e sōtm „er möge hören“               |
| Optativ   | negativ | nne-              | nne=              | nne=f sōtm „er möge nicht hören“         |
| Jussiv    | positiv | mare-             | mar(e)=           | mare=f sōtm „lass ihn hören“             |
| Jussiv    | negativ | mprtre-           | mprtr(e)=         | mprtre=f sōtm „lass ihn nicht hören“     |

Eine weitere Gruppe von Formen wird nur in eingebetteten Sätzen verwendet. Ihre Negation erfolgt mit nur einem Morphem (Sahidisch, Achmimisch, Subachmimisch tm; Bohairisch, Fayyumisch štem), vergleiche n=f sōtm „und er hört“ (Sahidisch) mit negiertem n=f-tm-sōtm „und er hört nicht“. Die Nebensatzkonjugationsbasen des Sahidischen sind:
| Name                | Konjugationsbasis | Konjugationsbasis | Beispiel                        |
| ------------------- | ----------------- | ----------------- | ------------------------------- |
| Name                | vor Substantiv    | vor Pronomen      | Beispiel                        |
| Präkursiv           | ntere-            | nter(e)=          | ntere=f sōtm „nachdem er hörte“ |
| Konditionalis       | eršan-            | e=…-šan           | e=f šan sōtm „wenn er hört“     |
| Limitativ           | šante-            | šant(e)=          | šant=f sōtm „bis er hörte“      |
| Konjunktiv          | nte-              | n(te)=            | n=f sōtm „und er hört“          |
| Konjunktiv Futur    | tare-             | tar(e)=           | tare=f sōtm „damit er hört“     |
| Protatisches efsōtm |                   | e=                | e=f sōtm „wenn er hört“         |

### Objekte und Adverbiale
Objekte folgen dem Verb. Bei Verben, die über einen veränderlichen Infinitiv verfügen, kann ein direktes Objekt entweder an den Infinitiv suffigiert werden, oder mit einer Präposition angeschlossen werden. Undeterminierte Objekte werden immer suffigiert, Objekte mit markierter Determination oder Indetermination werden in zweiteiligen Konjugationsmustern immer mit Präposition angeschlossen, in dreiteiligen Konjugationsmustern sind beide Konstruktionen möglich. Verben, die nur den Status absolutus haben, schließen das direkte Objekt immer mit einer Präposition an. Beispiele aus dem Sahidischen:
- zweiteiliges Konjugationsmuster: pčois me n-n-dikaios „der Herr liebt die Gerechten“
- dreiteiliges Konjugationsmuster: a=f čoo=s „er sagte es“

Wird kein Objekt suffigiert, dann folgt ein indirektes immer einem direkten Objekt; pronominale Objekte stehen jedoch immer vor nominalen. Adverbien und Präpositionalphrasen stehen meist hinter den Objekten. Beispiele:
| ti                                           | na          | ti       | n=                | e                   | m-              | p=e-bekʰe       |
| ich (proklitisch)                            | Futurmarker | geben    | Präposition       | du (f., suffigiert) | Präposition     | dein (f.) Lohn  |
| Subjekt des zweiteiligen Konjugationsmusters | Prädikat    | Prädikat | indirektes Objekt | indirektes Objekt   | direktes Objekt | direktes Objekt |
| „ich werde dir (f.) deinen Lohn geben“       |             |          |                   |                     |                 |                 |

| sōtm                              | nsa-        | ne=tn-iote  | kata-smot nim       |
| hören, gehorchen                  | Präposition | eure Eltern | bei Allem           |
| Prädikat (Imperativ)              | Objekt      | Objekt      | Präpositionalphrase |
| „Gehorcht euren Eltern in Allem!“ |             |             |                     |

### Transpositionen
Selbstständige Sätze können durch bestimmte, am Satzanfang stehende Satzkonverter in syntaktischer oder semantischer Hinsicht transponiert werden. Die Formen der Satzkonverter hängen von der Art der Transposition und von Semantik und Syntax des transponierten Satzes ab. So kann der sahidische Satz se-sōtm „sie hören“ in folgende vier Sätze beziehungsweise Phrasen transponiert werden:
- substantivisch: e-w-sōtm „dass sie hören“
- relativ: et-u-sōtm mmo=f „der, den sie hören“
- adverbial: e-w-sōtm „indem sie hören“
- präterital: ne-w-sōtm „sie hörten“

## Wortschatz
Im koptischen Wortschatz lassen sich in historischer Hinsicht zwei große Gruppen unterscheiden. Mehrere tausend Wörter sind aus früheren Phasen des Ägyptischen ererbt; ein nicht geringer Anteil stammt dagegen aus dem Griechischen. Hierunter fallen sowohl religiöse oder technische Termini (anastasis < griechisch ἀνάστασις „Auferstehung“) als auch Konjunktionen und Partikel wie de, nde < griechisch δέ „aber“. Die Morphologie dieser Fremdwörter wurde jedoch nicht entlehnt, sie werden vielmehr wie ägyptisch-koptische behandelt. Darüber hinaus gibt es auch Wörter, die aus anderen Sprachen entlehnt sind oder sich nicht etymologisch deuten lassen.

### Allgemeines
- Aziz Suryal Atiya (Hrsg.): The Coptic Encyclopedia. Macmillian Publishing Company/ Collier Macmillian Canada, New York/ Toronto 1991, ISBN 0-02-897037-3 (zur Sprache siehe Band 8).

### Grammatik und Lehrbücher
- Wolfgang Kosack: Lehrbuch des Koptischen. Teil I: Koptische Grammatik. Teil II: Koptische Lesestücke. Akademische Druck- u. Verlagsanstalt, Graz 1974.
- Thomas Oden Lambdin: Introduction to Sahidic Coptic. Mercer University Press, Macon (GA) 1983, ISBN 0-86554-048-9.
- Bentley Layton: A Coptic Grammar with Chrestomathy and Glossary. Sahidic Dialect (= Porta Linguarum. Neue Serie, Band 20.) Harrassowitz, Wiesbaden 2000, ISBN 3-447-04240-0.
- Uwe-Karsten Plisch: Einführung in die koptische Sprache: sahidischer Dialekt (= Sprachen und Kulturen des Christlichen Orients. Band 5). Reichert, Wiesbaden 1999, ISBN 3-89500-094-9. (deutschsprachiges Standardwerk)
- J. Martin Plumley: An introductory Coptic Grammar (Sahidic dialect). Home & Van Thal, London 1948.
- Hans Jacob Polotsky: Grundlagen des koptischen Satzbaus (= American Studies in Papyrology. Band 27–28). Scholars Press, Decatur 1987–1990, ISBN 1-55540-076-0.
- Ariel Shisha-Halevy: Coptic grammatical chrestomathy. A course for academic and private study. Peeters, Leuven 1988, ISBN 90-6831-139-5.
- Walter C. Till: Koptische Grammatik (Saïdischer Dialekt) (= Lehrbücher für das Studium der orientalischen Sprachen. Band 1). Harrassowitz, Wiesbaden 1955.
- Jozef Vergote: Grammaire Copte. Band Ia, Ib, IIa, IIb. Peeters, Leuven 1992, ISBN 90-6831-425-4.

### Wörterbücher
- Wolfgang Kosack: Koptisches Handlexikon des Bohairischen. Koptisch – Deutsch – Arabisch. Brunner, Basel 2013, ISBN 978-3-9524018-9-7.
- Wolfhart Westendorf: Koptisches Handwörterbuch. Winter, Heidelberg 1977, ISBN 3-533-04523-4.